# Allium atrorubens
Espèce
Classification APG III (2009)
Allium atrorubens, appelé « dark red onion » en anglais, est une espèce d’oignon sauvage de la famille des Amaryllidacées. Cette plante est originaire du sud-ouest des États-Unis où elle pousse dans les sols sablonneux du désert de Mojave, du Grand Bassin et des déserts de plus haute altitude du Nevada .

## Sous-espèces et variétés
- Allium atrorubens var. atrorubens[2].
- Allium atrorubens var. cristatum (S.Watson) McNeal, Madroño 39: 86 (1992).
- Allium atrorubens subsp. inyonis (M.E.Jones) Traub, Pl. Life 28: 66 (1972).
- Allium atrorubens var. inyonis (M.E.Jones) Ownbey & Aase in A.Cronquist & al, Intermount. Fl. 6: 515 (1977).

## Description
Allium atrorubens pousse à partir d’un bulbe brun rougeâtre  ovoïde à globuleux, de 1,5 cm de diamètre. La hampe florale est courte et entourée de quelques feuilles tubulaires enroulées persistantes. Au sommet de la tige se trouve une inflorescence pouvant contenir de 5 à 50 fleurs campanulées de 8–12 mm. Les tépales sont généralement dressés, rose pâle à pourpre rougeâtre foncé, rarement blancs, lancéolés à ovales. Chaque fleur mesure environ 1 cm de large. Les styles sont linéaires, égaux aux étamines,,,.